# Plate-forme Mitsubishi/Chrysler GS/JS
Le châssis GS est une plate-forme automobile élaborée par le constructeur automobile japonais Mitsubishi en coopération avec le constructeur américain Chrysler lorsque celui-ci avait fusionné avec l'allemand Daimler-Benz en 1998 pour donner naissance au groupe DaimlerChrysler et avait conclu un accord de coopération avec le constructeur japonais. au milieu des années avec une prise de participation très faible de l'allemand dans le japonais. Cette alliance ne dura que 69 mois avant une rupture totale de tous rapports techniques et commerciaux entre eux. La fin du développement du projet de plate-forme lancé après la rupture en 2004 fut rapidement menée par Mitsubishi avec le lancement de l'Outlander en 2005, tandis que du côté allemand il fallut attendre 2007 pour voir l'apparition de la Chrysler Sebring.

## Mitsubishi GS
Aussi connu sous l'appellation « Project Global Mitsubishi », nom de baptême donné lors du lancement du projet commun entre les alliés japonais et américano/allemands. Après la rupture de cette alliance en 2004, le projet ne subira que très peu de changements et verra Mitsubishi lancer son premier modèle un an à peine après dans sa version définitive avec le Mitsubishi Outlander. Un SUV compact bien que le projet initial du châssis GS devait donner naissance à la 10e génération de la Mitsubishi Lancer Evolution X qui ne débutera que deux ans plus tard, en 2007. Toutes les voitures Mitsubishi utilisant cette plate-forme ont été produites au Japon.

### Véhicules utilisant la plate-forme Mitsubishi GS
- 2005 – 2012 Mitsubishi Outlander
- 2007 – 2012 Citroën C-Crosser/Peugeot 4007
- 2007 – 2017 Mitsubishi Lancer
- 2007 – 2014 Mitsubishi Lancer Evolution X
- 2007 – en cours Mitsubishi Delica
- 2010 – en cours Mitsubishi ASX
- 2010 – 2015 Proton Inspira (Mitsubishi Lancer fabriquée en Malaisie)
- 2012 – 2017 Citroën C4 Aircross/Peugeot 4008
- 2017 – en cours Mitsubishi Grand Lancer
- 2017 – en cours Mitsubishi Eclipse Cross

## Chrysler JS
À partir de la rupture de l'alliance avec Mitsubishi jusqu'au lancement de la Chrysler Sebring en 2007, les techniciens de DaimlerChrysler ont toujours affirmé avoir apporté de nombreuses modifications à cette plate-forme. Ils ont ainsi justifié le changement de dénomination et les deux années écoulées pour la présentation de leur premier modèle. Selon eux, leur nouvelle plate-forme était bien différente au point d'en revendiquer la conception alors que les similitudes avec la Mitsubishi GS étaient plus qu'évidentes. Sous l'influence allemande, le nouveau châssis fut rebaptisé Chrysler JS. Cette plate-forme, le groupe américano/allemand lancera de très nombreux modèles automobiles, souvent très différents les uns des autres au point de devoir modifier de façon plus ou moins importante le châssis. On est loin de la standardisation recherchée par des constructeurs comme VW ou Fiat par exemple. Chaque variante de châssis donne naissance à une nouvelle référence de plate-forme. Les ingénieurs américains s'étaient rendu compte dès l'origine, que cette base ne pouvait être exploitée correctement dans le temps car elle ne pouvait recevoir les modèles types de Chrysler avec les traditions américaines. Le malaise entre la direction allemande qui recherche seulement le profit et les responsables américains va croissant jusqu'à la rupture et l'abandon de Chrysler à un sort inéluctable par le groupe allemand. Chrysler tente de décrocher un premier accord avec Fiat mais la mise en faillite du constructeur américain bloque le projet. Après le rachat de Chrysler par Fiat, transaction appuyée par le gouvernement fédéral américain, la nouvelle Chrysler 200 voit le jour en remplacement de l'ancienne Sebring, mais ce n'est qu'un restylage qui conserve la plate-forme désormais obsolète JS. Dès la prise en main par la direction italienne du groupe Chrysler, la plate-forme JS est abandonnée au profit du châssis Fiat "Compact". 
Cette nouvelle plate-forme Fiat Compact, a été conçue en Italie et a débuté en 2010 avec la nouvelle Alfa Romeo Giulietta. Elle sera utilisée dans sa variante CUSW en 2012 pour la Dodge Dart qui remplace avantageusement l'ancienne Dodge Caliber construite sur la plate-forme Chrysler JS.

### Véhicules utilisant la plate-forme Chrysler JS
.

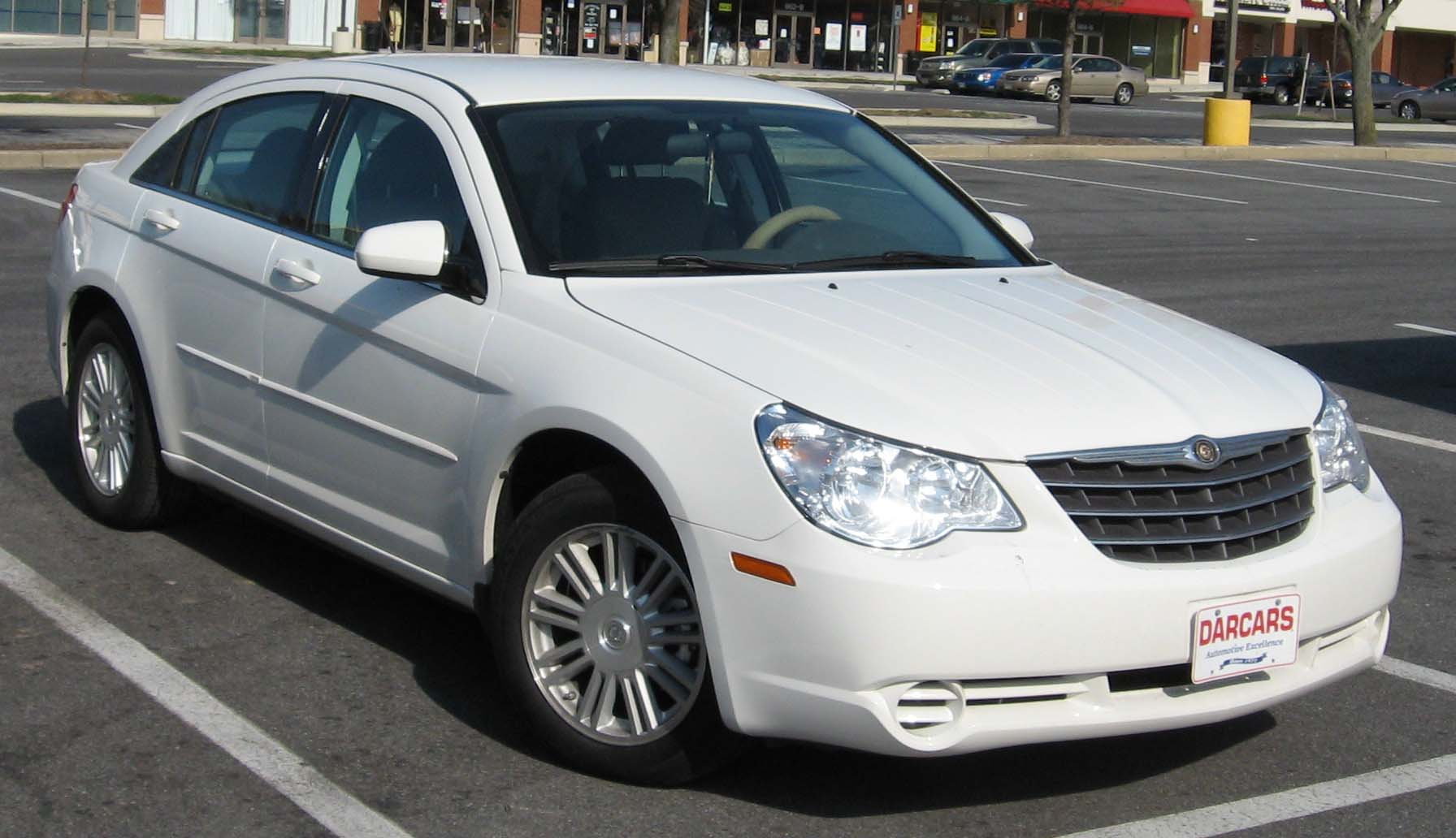
La 3e génération de la Chrysler Sebring (2007)

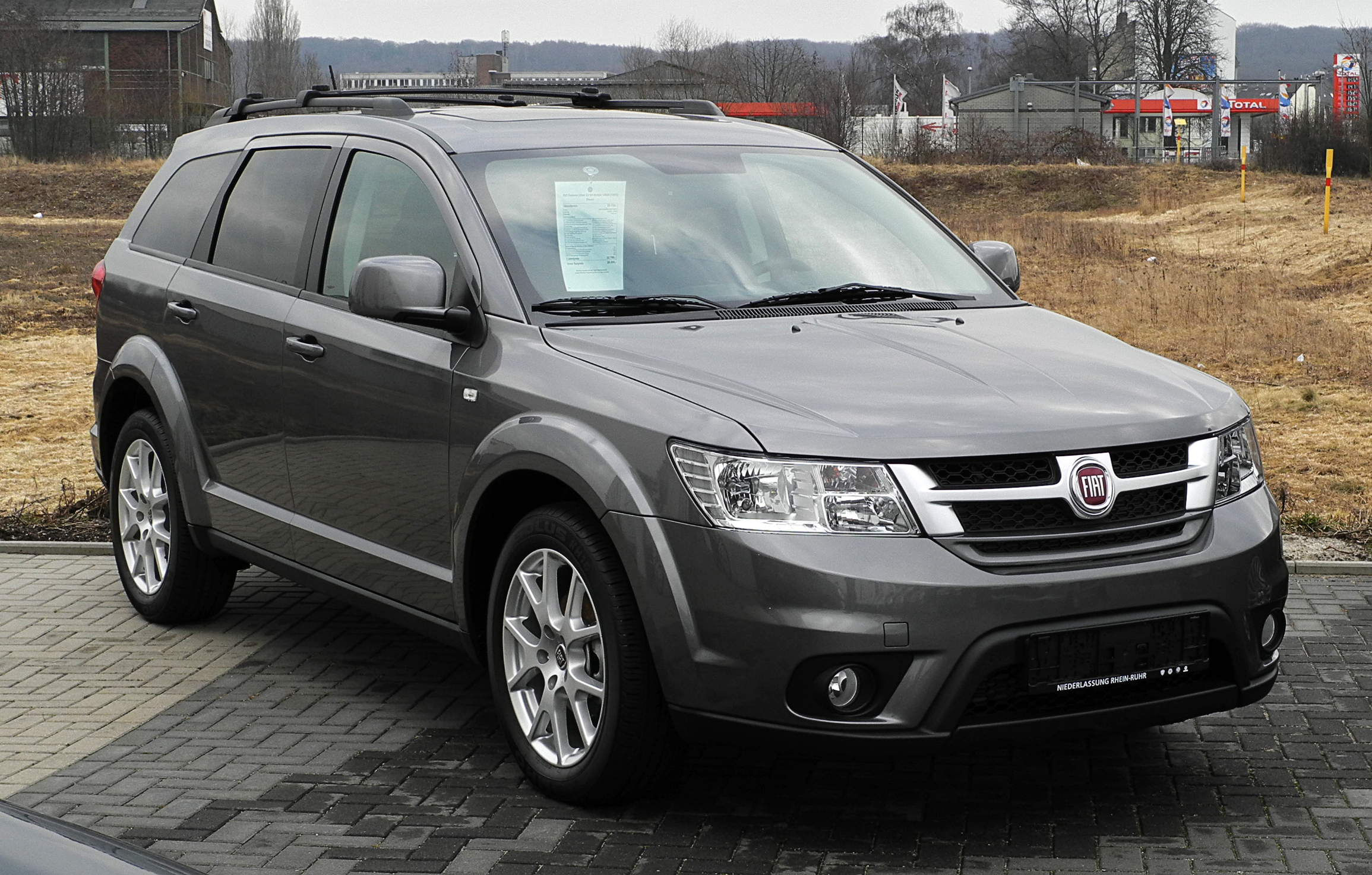
Un Fiat Freemont (2011), avec une variante "italienne" du châssis JS (baptisé JC49+)

Ce châssis a été lancé à l'origine sous l'appellation "JS" mais au fur et à mesure de ses adaptations et évolutions il a été renommé systématiquement, comme si le bureau d'études ne voulait pas y faire référence.
- 2007 – 2010 Chrysler Sebring 3e génération (JS)
- 2007 – 2012 Dodge Caliber (PM)
- 2007 – 2016 Jeep Compass (MK)
- 2007 – 2016 Jeep Patriot (MK)
- 2008 – 2010 Chrysler Sebring cabrio 3e génération (JS)
- 2008 – 2013 Dodge Avenger 2e génération (JS)
- 2008 – 2011 Dodge Journey (JC49)
- 2011 – en cours Chrysler 200 berline & cabrio (JS)
- 2011 – en cours Dodge Journey 2e série (JC49+)
- 2011 – en cours Fiat Freemont (JC49+)
- 2012 – 2014 Lancia Flavia (JS)[5]

## Liens extérieurs
- Site officiel FIAT Italie